# Pawonków (gmina)
Pawonków – gmina wiejska w Polsce położona w województwie śląskim, w powiecie lublinieckim. W latach 1975–1998 gmina administracyjnie należała do województwa częstochowskiego.
Siedziba gminy to Pawonków.
Według danych z 30 czerwca 2004 gminę zamieszkiwały 6483 osoby, natomiast według danych z 31 grudnia 2019 roku gminę zamieszkiwało 6635 osób.

## Struktura powierzchni
Według danych z roku 2002 gmina Pawonków ma obszar 118,74 km², w tym:
- użytki rolne: 47%
- użytki leśne: 45%

Gmina stanowi 14,44% powierzchni powiatu.

## Demografia

Gmina Pawonków na tle powiatu lublinieckiego

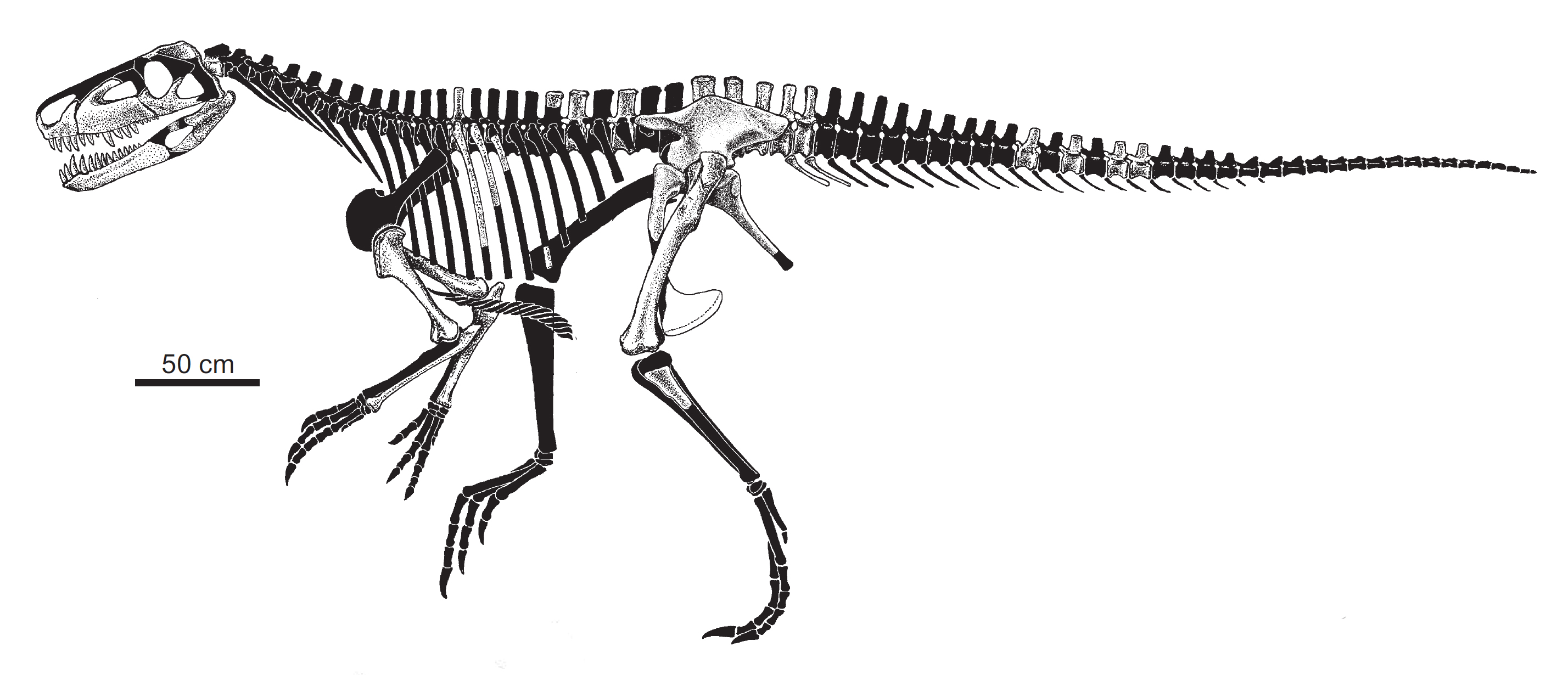
Smok z Lisowic odkryty na terenie gminy

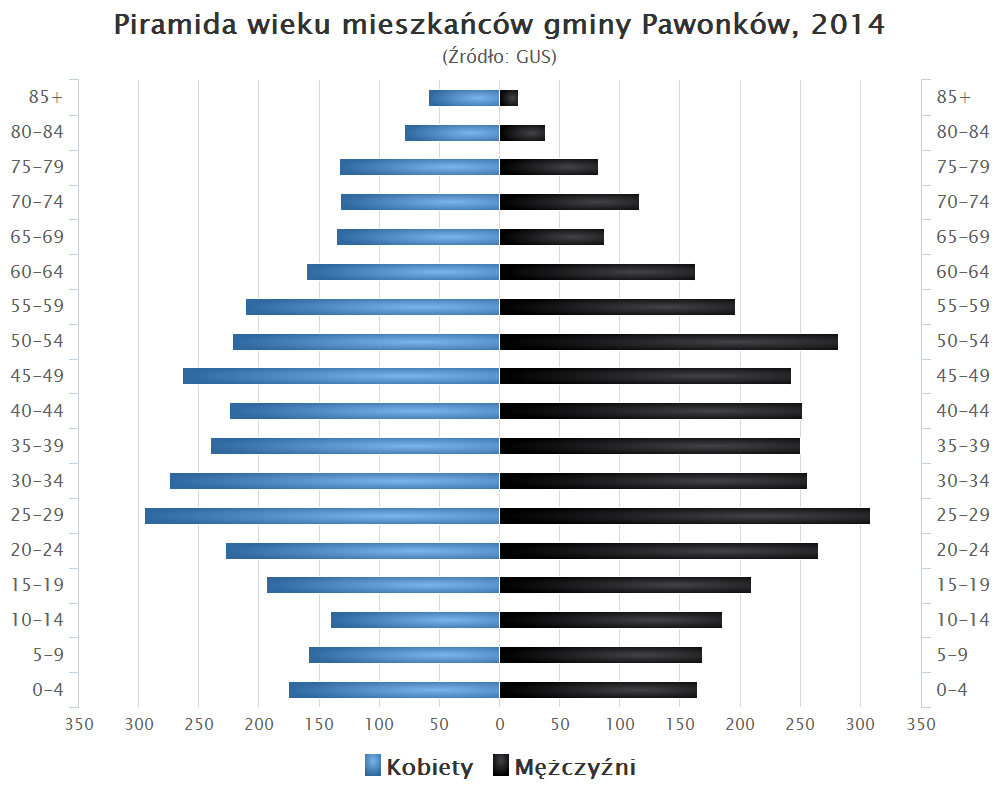
Piramida wieku mieszkańców gminy Pawonków w 2014 roku

Dane z 30 czerwca 2004:
| Opis                              | Ogółem | Ogółem | Kobiety | Kobiety | Mężczyźni | Mężczyźni |
| --------------------------------- | ------ | ------ | ------- | ------- | --------- | --------- |
| jednostka                         | osób   | %      | osób    | %       | osób      | %         |
| populacja                         | 6483   | 100    | 3271    | 50,5    | 3212      | 49,5      |
| gęstość zaludnienia (mieszk./km²) | 54,6   | 54,6   | 27,5    | 27,5    | 27,1      | 27,1      |

## Sołectwa
Draliny, Gwoździany, Koszwice, Kośmidry, Lisowice, Lipie Śląskie, Łagiewniki Małe, Łagiewniki Wielkie, Pawonków, Skrzydłowice, Solarnia.

## Sąsiednie gminy
Ciasna, Dobrodzień, Kochanowice, Krupski Młyn, Lubliniec, Zawadzkie